# Pandémie de Covid-19 au Mozambique
La pandémie de Covid-19 au Mozambique démarre officiellement le 22 mars 2020. À la date du 7 octobre 2022, le bilan est de 2 222 morts.

## Chronologie
Le premier cas est constaté le 22 mars 2020.
Le cap des 10 cas est atteint le 1er avril 2020.
Le cap des 100 cas est dépassé le 11 mai 2020. Le nombre de cas est de 103.
Le premier mort est constaté le 25 mai 2020.
Le cap des 1 000 cas est dépassé le 6 juillet 2020. Le nombre de cas est de 1 012.
Le cap des 10 morts est atteint le 18 juillet 2020.
Le cap des 10 000 cas est dépassé le 11 octobre 2020. Le nombre de cas est de 10 001.
Le cap des 100 morts est dépassé le 11 novembre 2020. Le nombre de décès est de 104.
La barre des 1 000 morts est dépassée le 13 juillet 2021. Le nombre de décès est de 1 013.
La barre des 100 000 cas est dépassée le 19 juillet 2021. Le nombre de cas est de 100 785.

## Statistiques

Nombre de cas au Mozambique depuis le début de l'épidémie.

Nombre de morts au Mozambique depuis le début de l'épidémie.